# Krpejce
Krpejce (cyr. Крпејце) – wieś w Serbii, w okręgu jablanickim, w mieście Leskovac. W 2011 roku liczyła 17 mieszkańców.